# Laeko-libuat
Le laeko, ou laeko-libuat (prononcé limbuat), est une langue torricelli de Papouasie-Nouvelle-Guinée.